# Pietà (film)
Pietà (Hangul: 피에타) este un film dramatic sud-coreean scris, produs și realizat de Kim Ki-duk. 
Filmul a obținut Leul de Aur (în italiană Leone d'Oro) la Festivalul de film din Veneția  în 2012.

## Distribuție
- Lee Jung-jin ... Lee Kang-do
- Jo Min-su ... Jang Mi-sun
- Kang Eun-jin ... Myeong-ja, soția lui Hun-cheol
- Woo Gi-hong ... Hun-cheol
- Cho Jae-ryong ... Tae-seung
- Lee Myeong-ja ... Mama omului care se sinucide cu medicamente
- Heo Jun-seok ... Omul care se sinucide
- Kwon Se-in ... Omul cu chitara
- Song Mun-su ... Omul care se sinucide prin aruncare de la înălțime
- Kim Beom-jun ... Omul din Myeongdong
- Son Jong-hak ... Șeful cămătarului
- Jin Yong-ok ... Omul în scaunul cu rotile
- Kim Seo-hyeon ... Femeia bătrâna
- Yu Ha-bok ... Omul din container
- Seo Jae-gyeong ... Copilul
- Kim Jae-rok ... Călugărul
- Lee Won-jang ... Sang-gu, se sinucide prin spânzurare
- Kim Sun-mo ... Vecinul lui Jong-do
- Kang Seung-hyeon ... Proprietarul unui magazin
- Hwang Sun-hui ... Femeia bătrâna